# Eutanyacra stramineomaculata
Eutanyacra stramineomaculata là một loài tò vò trong họ Ichneumonidae.